# بوسه و گفتگو (فیلم ۱۹۴۵)
بوسه و گفتگو (انگلیسی: Kiss and Tell) فیلمی در ژانر کمدی به کارگردانی ریچارد والاس است که در سال ۱۹۴۵ منتشر شد. از بازیگران آن می‌توان به شرلی تمپل، والتر آبل، و کاترین الکساندر اشاره کرد.